# Marina Imperial alemana
La Armada Imperial (en alemán: Kaiserliche Marine) fue la armada alemana creada tras la formación del Imperio alemán en el año 1871. Existió entre 1871 y 1919.

## Historia

### Primeros años

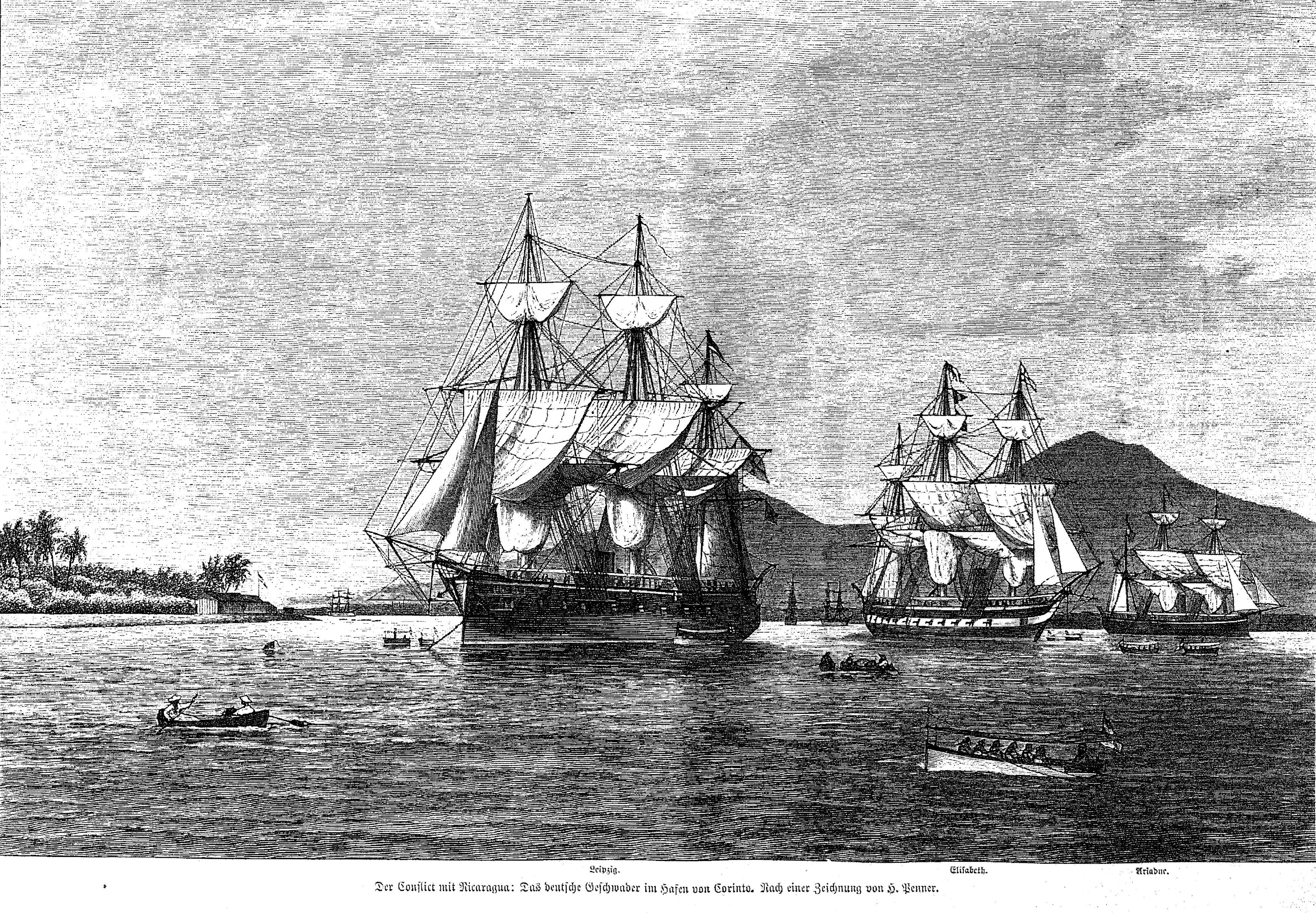
La escuadra centroamericana al frente de Corinto, Nicaragua, marzo 1878. Desde la izquierda las corbetas SMS Leipzig, SMS Elisabeth y SMS Ariadne. Dibujo de Hermann Penner (?-1894) para la Illustrirte Zeitung del 13 de julio de 1878.

La Marina Imperial surgió uniendo la ya existente Marina de guerra del Reino de Prusia y la Norddeutsche Bundesmarine, la Marina de la Confederación Alemana del Norte. El káiser Guillermo I mantuvo a la Marina Imperial como entidad separada del ejército de tierra pero en la práctica se empleó a oficiales del ejército para desempeñar puestos de mando en la marina hasta 1888, cuando tales cargos quedaron en manos exclusivamente de oficiales navales.
La Marina Imperial fue potenciada y sus principales bases eran Kiel en el mar Báltico y Wilhelmshaven en el mar del Norte, siendo ambas unificadas por el canal de Kiel empezado en 1887. Tanto Guillermo I como Otto von Bismarck consideraban que el ejército de tierra era el brazo esencial de las fuerzas armadas alemanas e inicialmente dedicaron a la Marina Imperial solo a las funciones de defensa costera en el Mar del Norte y en el Mar Báltico, en función de un posible conflicto con Francia o Rusia respectivamente.

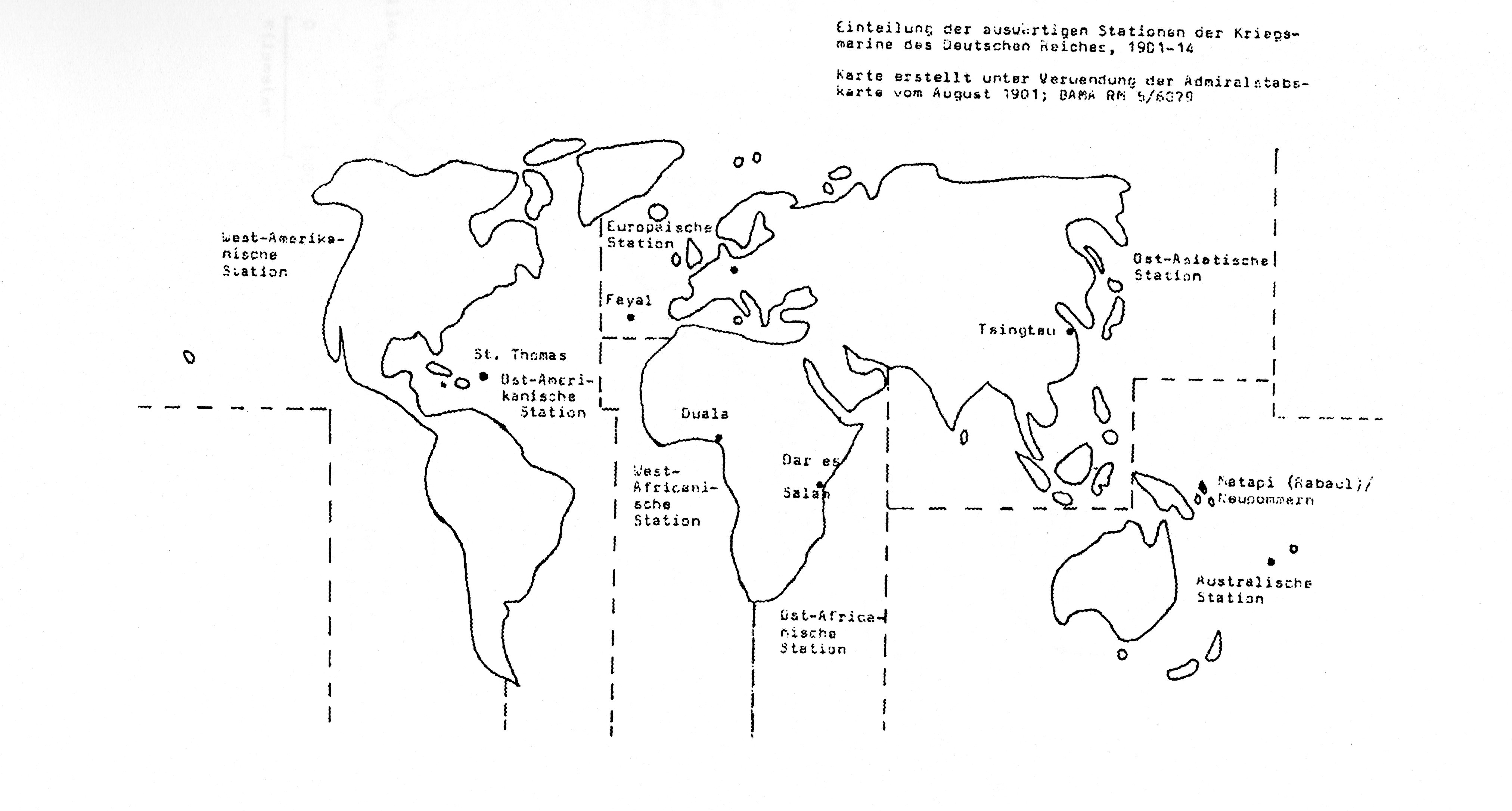
Mapa de las estaciones extranjeras de la Armada Imperial 1901-1914.

Desde 1880 los gobiernos alemanes debieron fortalecer a la Marina Imperial debido a la expansión del comercio internacional alemán y la adquisición de colonias ultramarinas alemanas, pese a esto en 1883 la Marina Imperial apenas constaba de siete fragatas y cuatro corbetas (siendo blindadas las once naves) 400 oficiales y 5.000 marineros, pues Bismarck aún tenía escaso interés en la expansión colonial y por ello consideraba necesario reforzar las fuerzas de tierra antes que a una marina de guerra. No fue sino hasta 1887 que el nuevo jefe máximo naval, el conde Leo von Caprivi, requirió construir diez nuevas fragatas blindadas.

### Expansión

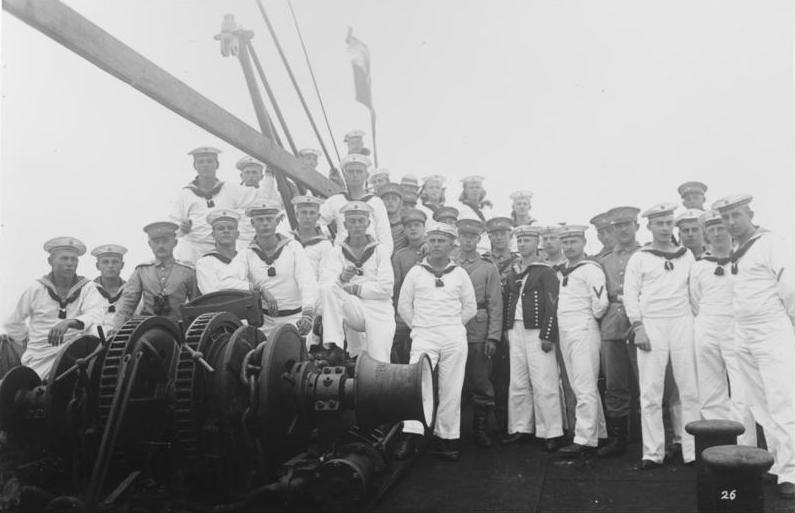
Marineros alemanes en Qingdao, China, en 1912.

Cuando en 1888 subió al trono el káiser Guillermo II, la Marina Imperial fue repotenciada en gran medida, pues el nuevo monarca sí auspiciaba la expansión colonial alemana, lo cual fue una de sus diferencias con Otto von Bismarck. De hecho, Guillermo II no mostró temor a crear una carrera armamentística con el Imperio británico, cuya Royal Navy era la flota de guerra más poderosa del mundo en aquella época.
Para Guillermo II y sus ministros, tras el apartamiento de Bismarck de la vida política, la Marina Imperial era una herramienta de propaganda para el prestigio internacional de Alemania, así como un elemento bélico destinado a asegurar el poderío alemán a nivel mundial de acuerdo con las doctrinas del estadounidense Alfred Mahan sobre el "poder marítimo de los estados". A diferencia de Bismarck, Guillermo II daba gran importancia al imperio colonial y también a la posesión de una flota naval potente y numerosa que tuviera presencia notable en todos los mares del planeta como protectora de las colonias alemanas (aunque éstas sean menores a las de Francia o Gran Bretaña) y como expresión político-militar del poder germano.
El principal jefe de la Marina Imperial alemana desde 1895, el almirante Alfred von Tirpitz, fue un decidido seguidor de las teorías de Mahan y empleó la urgencia de construir un "poder marítimo" como justificación para la expansión y mejora de la flota de guerra, esfuerzo que fue seguido de modo entusiasta por el káiser Guillermo II y sus ministros mediante la continua ampliación del presupuesto para la flota. De hecho, Guillermo II creía inevitable que para afianzar al Imperio alemán como potencia mundial sería necesario fortalecer la Marina Imperial hasta alcanzar una potencia similar a los 2/3 de la Royal Navy británica. Del mismo modo, en cuanto Alemania obtuvo en China la "concesión de Tsingtau" en 1898, envió allí navíos de la Kaiserliche Marine como medida de seguridad y como exhibición de fuerza.
Cuando a fines de 1906 la Royal Navy británica estrenó el acorazado HMS Dreadnought, la Marina Imperial alemana fue consciente de la gran innovación que suponía esta clase de navío de guerra, al combinar una mayor velocidad y maniobrabilidad (gracias al uso de la turbina de vapor) con una amplísima potencia de fuego (cinco torretas de cañones) desconocida hasta entonces. La existencia del HMS Dreadnought forzó a que todas las grandes flotas de guerra del mundo debieran modernizar sus navíos conforme al nuevo modelo británico y Alemania no fue la excepción a esta regla, lo cual profundizó la carrera armamentística.

### Carrera armamentística
El almirante Tirpitz logró que desde 1907 el Reichstag (parlamento imperial) asignara un presupuesto cada vez mayor para la modernización y mejora de la Marina Imperial, en tanto Tirpitz y muchos líderes políticos como el propio canciller Bernhard von Bülow, creían seriamente en la posibilidad de una guerra contra Gran Bretaña, urgiendo así el inicio de una verdadera carrera armamentística que incluyó acorazados y submarinos para competir con la Royal Navy. De hecho, ya en diciembre de 1906 la Marina Imperial recibía su primer submarino, el U-1.
La Marina Imperial fue un elemento clave para el Bloqueo Naval a Venezuela de 1902-1903 copiando la diplomacia de cañonero practicada hasta entonces por Gran Bretaña y Estados Unidos, y luego en la Crisis de Agadir de 1911 Alemania empleó el envío del buque de guerra SMS Panther a Marruecos para presionar a Francia. El sucesor de von Bülow, Theobald von Bethmann-Hollweg, trató de llegar a un acuerdo con Gran Bretaña para frenar la carrera armamentística pero fracasó por la oposición de Tirpitz, pese al surgimiento de un déficit presupuestario en Alemania por los crecidos gastos de la Armada.

### Primera Guerra Mundial y desaparición
Al estallar la Primera Guerra Mundial, la Marina Imperial era la segunda mayor flota de guerra del mundo, superada solo por la Royal Navy británica. No obstante, la escasez de puertos aliados fuera de Europa impidió que la flota germana mostrase todo su potencial bélico, siendo que los puertos de las colonias alemanas en África y Asia fueron rápidamente tomados por tropas de la Triple Entente mediante operaciones terrestres. 
En tal sentido, la táctica británica consistió en ejecutar un bloqueo del mar del Norte desde las primeras semanas de la contienda, lo cual causaba que sólo tuvieran libertad de acción los buques alemanes que al momento de empezar la guerra se hallasen fuera de sus bases domésticas, a excepción de los submarinos (más difíciles de detectar). De hecho la Marina Imperial libró relativamente pocas batallas de importancia a lo largo de los cuatro años de lucha, varias inclusive fuera de aguas europeas (como la batalla de las Malvinas y la batalla de Coronel, ambas en costas de Sudamérica). 

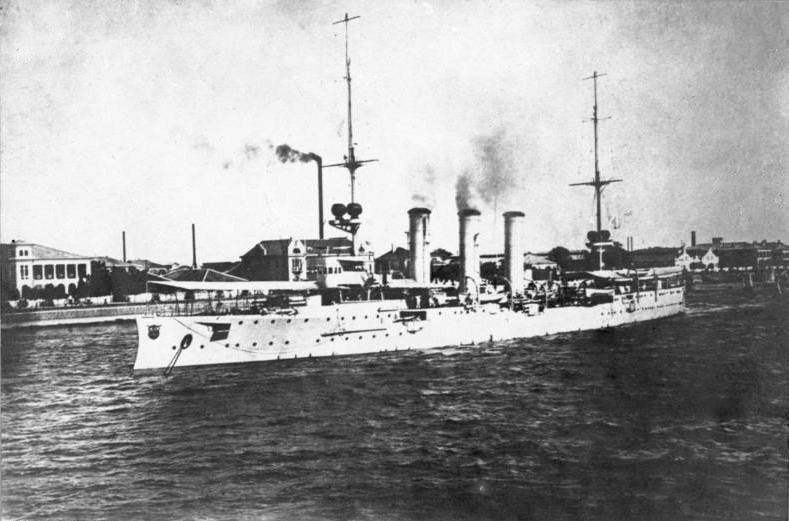
Crucero ligero SMS Emden en 1914.

La única gran batalla naval de la contienda fue la batalla de Jutlandia en 1916, donde sí se enfrentaron en combate los mayores buques alemanes y británicos, pero tal batalla no resultó concluyente pues si bien la Royal Navy sufrió mayores pérdidas, la Marina Imperial alemana fracasó en su intento de romper el bloqueo británico del mar del Norte. Con ello, la flota de guerra alemana pasó el resto de la contienda anclada en sus puertos, salvo por las incursiones de submarinos alemanes en el océano Atlántico.
La inactividad bélica y el deseo del estado mayor naval de lanzar una "ofensiva final" contra los puertos británicos después de la decisiva derrota terrestre alemana en la Ofensiva de los Cien Días (agosto-octubre de 1918), causaron un fuerte descontento entre las tripulaciones que temían sacrificarse en una acción bélica de alto riesgo y que no alteraría el resultado final de la guerra. La negativa a participar en este ataque considerado ya inútil motivó el Levantamiento marinero en Kiel donde los marineros se sublevaron contra sus oficiales y tomaron el control de los buques, ello a su vez precipitó el fin de la monarquía alemana en noviembre de 1918. 
Pese a que no fue derrotada en la Primera Guerra Mundial, la rendición alemana del 11 de noviembre de 1918 conllevó el traslado de la flota a la base británica de Scapa Flow. Ya en dicha base la oficialidad alemana a cargo del traslado, liderada por el almirante Ludwig von Reuter, optó por hundir las naves el 21 de junio de 1919 antes que entregarlas a las potencias vencedoras.
El nombre de los buques iba precedido por las siglas SMS, del alemán Seiner Majestät Schiff (Buque de Su Majestad).